# 福井県の資格者配置路線
福井県の資格者配置路線（ふくいけんのしかくしゃはいちろせん）とは、交通誘導警備業務に関し、道路又は交通の状況により、福井県公安委員会が道路における危険を防止するため必要と認める路線である。当該路線で交通誘導警備業務を実施するにあたっては、交通誘導警備業務を実施する場所ごとに、交通誘導警備業務1級検定又は2級検定の合格証明書の交付を受けた警備員を1名以上配置しなければならない。

## 告示・施行
- 2006年11月21日：告示　　福井県公安委員会告示第124号
- 2007年6月1日：施行
- 2016年4月1日：施行　　　　福井県公安委員会告示第81号

## 路線一覧
|    | 路線名               | 区間         |                                           |
| -- | -------------------- | ------------ | ----------------------------------------- |
| 1  | 国道8号              | 福井県の全域 |                                           |
| 2  | 国道27号             | 福井県の全域 |                                           |
| 3  | 国道158号            | 福井県の全域 |                                           |
| 4  | 国道365号            | 福井県の全域 |                                           |
| 5  | 国道416号            | 福井県の全域 |                                           |
| 6  | 県道福井加賀線       | 福井県の全域 |                                           |
| 7  | 県道福井朝日武生線   | 福井県の全域 |                                           |
| 8  | 県道勝山丸岡線       | 福井県の全域 |                                           |
| 9  | 県道福井金津線       | 福井県の全域 | 2016年4月1日：施行により 追加となった路線 |
| 10 | 県道芦原丸岡線       | 福井県の全域 | 2016年4月1日：施行により 追加となった路線 |
| 11 | 県道福井丸岡線       | 福井県の全域 | 2016年4月1日：施行により 追加となった路線 |
| 12 | 県道吉野福井線       | 福井県の全域 | 2016年4月1日：施行により 追加となった路線 |
| 13 | 県道福井停車場米松線 | 福井県の全域 | 2016年4月1日：施行により 追加となった路線 |
| 14 | 県道松島若葉線       | 福井県の全域 | 2016年4月1日：施行により 追加となった路線 |
| 15 | 県道福井鯖江線       | 福井県の全域 | 2016年4月1日：施行により 追加となった路線 |
| 16 | 県道滝波長山線       | 福井県の全域 | 2016年4月1日：施行により 追加となった路線 |